# Beograd bašta
Beograd bašta ili Bioskop bašta, nalazi se u Bregalničkoj ulici u Beogradu, u delu grada koji se zove Lipov lad i predstavlja istorijski značajnu zelenu površinu unutar grada.
Originalno osnovana tridesetih godina dvadesetog veka kao privatna botanička bašta u vlasništvu imućne porodice Minh, Beograd bašta je kroz godine prošla kroz nekoliko transformacija.  Pred kraj Drugog svetskog rata bila je prenamenjena u pozorišni prostor, da bi kasnije postala bioskop na otvorenom, pružajući zabavu i kulturna iskustva lokalnoj zajednici.  Betonska bina u bašti danas se koristi za lokalne koncerte i umetničke izložbe, doprinoseći kulturnoj sceni Beograda. U bašti danas raste 29 stabala različitih vrsta. 
Crkva svetog Antuna Padovanskog nalazi se preko puta Beograd bašte, a u blizini i Crkva Pokrova Presvete Bogorodice, i sa vilama očuvanim u okolnim ulicama čine ambijentalnu celinu koja predstavlja deo predratnog Beograda.

## Istorijat
Dvadesetih godina XX veka, zemljište na kojem se danas nalazi Beograd bašta, bilo je deo nekadašnjeg „Borovog parka“ koji je izlazio na ulicu Bulevar kralja Aleksandra. Tu se nalazila i kafana "Borov park" koja je imala pozornicu na kojoj su se održavale predstave privatnog pozorišta Miodraga Mike Ristića. Ovaj prostor je početkom 1930-tih, nakon što je probijena Kajmakčalanska ulica do kraja (uključujući i S. Kranjčevića) preparcelisan i na njemu su pred Drugi svetski rat izgrađene gradske vile, koje i danas čine jedan od lepših krajeva Beograda. Jednu veliku parcelu kupila je i jevrejska porodica Minh koja je posedovala fabriku tekstila u Paraćinu i rudnik uglja na planini Rtanj. Na delu parcele je sazidana vila, dok je drugi deo Greta Minh posvetila stvaranju botaničke bašte. 
Kako je porodica Minh bila jevrejskog porekla imovina im je oduzeta od strane nacista za vreme okupacije Beograda. Pred samo oslobođenje Beograda prostor Beograd bašte je namenjen za letnju pozorišnu scenu Narodnog pozorišta sa improvizovanom pozornicom. 
Prva predstava na novoj sceni održana je juna 1944. godine. „U prirodnom dekoru, među velikim jelama i borovima, za otvaranje ove pozornice rasprodate su sve ulaznice”.
Nakon Drugog svetskog rata i nova komunistička vlast oduzima i nacionalizuje svu imovinu porodici Minh, kao i prostor Beograd bašte, te 1955. gradi objekte i betonsku bioskopsku scenu na delu gde se nalazila botanička bašta Minhovih, pa prostor postaje otvoreni bioskop „Beograd filma“. Letnji bioskop je funkcionisao do sedamdesetih godina, i zatvara se kada firma napušta koncept otvorenih bioskopa. 
Vila Minhovih je predata firmi DIPOS, te nakon rata funkcioniše u sistemu diplomatskih predstavništava, a potom i kao iračka škola, da bi nakon toga bila data u zakup privatnom vrtiću.
Prostor Beograd bašte ostaje zidom fizički odvojen od vile, napušten od strane „Beograd filma“, tako da objekti u njemu propadaju, a sam prostor se koristi kao park. Tokom devedesetih godina, scenu je koristilo nekoliko bendova za snimanje muzičkih spotova, među kojima su Oružjem protiv otmičara „Dobro znam da ćutim” (1996), Baki B3 x Djogani „Nema pravde” (1996) i Monteniggers „Aj Aj” (1998). 
Park koriste deca i stanari iz kraja, ali je prostor dosta zapušten sve do 2010-ih godina.
Beograd bašta je delimično uređena od strane opštine Zvezdara 2016. godine. 
Prostor Beograd bašte danas je ugrožen zbog neodržavanja, uzurpacije objekata, nerešenih imovinskih odnosa i pokušaja da se na njemu izgradi stambeni kompleks.
Lokalni stanovnici su pokrenuli napore da osveže Beograd baštu i da zvanično dobije status gradskog parka. Prostor gde su se nalazila sedišta bioskopa pretvoren je u košarkaški teren. U leto 2023. i 2024. godine su organizovani rok koncerti unutar bašte. U proleće 2024. godine, Marka Žvaka posetili su Beograd baštu kako bi izvestili o problemu izgradnje stambenih objekata koji utiču na zelene površine u gradu. U junu 2024. godine, u bašti je organizovan Festival francuskog filma.
Septembra 2024. bina u Beograd bašti je ukrašena muralom.

## Flora i fauna

### Flora
U Beograd bašti zastupljene su različite biljne vrste, sa 29 stabala različitih vrsta koja u njoj rastu. To uključuje lipu, javor, ginko, dud, tisu, kedar, brezu, orah, bor, kiselo drvo i smreku.  Ostale biljke poput zove, trešnje i bambusa takođe doprinose zelenilu bašte. Tokom proleća, određena područja se ne krče kako bi se pospešio rast divljeg rastinja, uključujući ljubičice, čestoslavicu, maslačak i mišjakinju.

### Fauna
Bašta privlači raznovrsne divlje životinje, pri čemu se često prisutni detlići, vrane, golubovi, velike senice i plave senice. Gnezdilice vrabaca postavljene su duž jednog zida, pružajući utočište. Vatrene stenice (Pyrrhocoris apterus) često se nalaze na kori lipe. U Beograd bašti ima nekoliko suvih panjeva, od kojih svaki služi kao jedinstveni habitat unutar ekosistema. Oni služe kao domaćini za različite vrste gljiva, doprinoseći biodiverzitetu bašte i prirodnom procesu razlaganja. Baštu posete i ježevi. 

## Galerija
- Lipa (Tilia)
- Bor (Pínus)
- Breza (Bétula)
- Vatrena stenica (Pyrrhocoris apterus) među opalim listovima ginka
- Orah (Júglans)
- Kiselo drvo (Ailanthus)